# Degradead
Degradead är ett melodisk death metal-band från Stockholm. De bildades år 2001 och har sedan sommaren 2004 spelat med nuvarande uppsättning. Debutalbumet Til Death Do Us Apart gavs ut 2008.

## Från Septima till Degradead
År 2001 bildade David Szücs och Fredrik Johansson bandet Septima tillsammans med Michel Bärzén, Kenneth Helgesson och Jesper Bronner. Samma år spelade de in sin första demo och det blev ytterligare en innan sångaren Fredrik Johansson slutade. År 2003 anslöt nuvarande sångaren Mikael Sehlin till bandet. Under denna sättning spelade bandet in ännu en demo innan Jesper Bronner avslutade sitt medlemskap och Anders Nyström anslöt som ersättare. Under åren 2005-2006 spelade Septima in två demos, en av dem kallad Death Row. Våren 2007 skrev bandet på för nuvarande manager Janne "Lunkan" Lundqvist. Vid samma tid fick bandet av rättsliga skäl komplikationer med sitt bandnamn och beslöt sig att byta namn till "Degradead".

## Debutalbum
Degradead hade under en tid fått uppmärksamhet av Jesper Strömblad, medlem i In Flames. Han tog kontakt med bandet 2007 för att kolla om de var intresserade av att spela in sin debutskiva i IF Studios med bland andra Jesper som producent. Bandet tackade ja och spelade in sin skiva Til Death Do Us Apart i augusti 2007. Skivan producerades av ett team kallat H.O.R.D.E bestående av Jesper Strömblad, Björn Gelotte, Peter Iwers och Daniel Svensson, alla medlemmar i In Flames. I december 2007 skrev Degradead kontrakt med skivbolaget Dockyard 1 och i slutet av januari 2008 släpptes debutalbumet.
Bandets andra fullängdsalbum, Out of Body Experience, gavs ut 20 februari 2009. Albumet är inspelat i Peter Tägtgrens "Abyss studio" i Ludvika och mixat av Daniel Bergstrand i "Dug Out studio", Uppsala. 
Tredje fullängdaren, A World Destroyer, gavs ut 27 maj 2011. Även detta album inspelat i Peter Tägtgrens "Abyss Studio" i Ludvika Producerat av Degradead och Scar Symmetrys Jonas Kjellgren.

## Medlemmar
Nuvarande medlemmar
- Michel Bärzén – basgitarr (2006– )
- David Szücs – gitarr (2006– )
- Anders Nyström – gitarr (2006– )
- Mikael Sehlin – sång (2006– )
- Amit Mohla – trummor (2012– )

Tidigare medlemmar
- Kenneth Helgesson – trummor (2006–2012)
- Jesper Bronner – gitarr (i Septima till 2004)
- Fredrik Johansson – sång (i Septima till 2003)

## Diskografi
Demo
- The Monster Within (2013)

Studioalbum
- Til Death Do Us Apart (2008)
- Out of Body Experience (2009)
- A World Destroyer (2011)
- The Monster Within (2013)
- Degradead (2016)

EP
- Human Nature (2010)

Video
- Live at Wacken and Beyond (DVD) (2011)

## Musikproduktion
Degradead producerade Stockholmsgruppen Monoscreams EP Reborn, som spelades in i januari 2009.